# Triticitinae
Triticitinae es una subfamilia de foraminíferos bentónicos cuyos taxones se han incluido tradicional y mayoritariamente en la familia Schwagerinidae, de la superfamilia Fusulinoidea, del suborden Fusulinina y del orden Fusulinida. Su rango cronoestratigráfico abarca desde el Kasimoviense (Carbonífero superior) hasta el Kunguriense (Pérmico inferior).

## Discusión
Clasificaciones más recientes incluyen Triticitinae en la superfamilia Schwagerinoidea, y en la subclase Fusulinana de la clase Fusulinata. Otras clasificaciones lo han incluido en la familia Triticitidae.

## Clasificación
Triticitinae incluye a los siguientes géneros:
- Daixina †, también considerado en la subfamilia Pseudoschwagerinae de la familia Schwagerinidae
- Leptotriticites †, también considerado en la subfamilia Schwagerininae de la familia Schwagerinidae
- Montiparus †, también considerado en la subfamilia Schwagerininae de la familia Schwagerinidae
- Obsoletes †, también considerado en la subfamilia Fusulinellinae de la familia Fusulinidae
- Triticites †, también considerado en la subfamilia Schwagerininae de la familia Schwagerinidae

Otros géneros considerados en Triticitinae son:
- Ferganites †, considerado un sinónimo posterior de Triticites †
- Fujimotoella †
- Girtyina †, considerado un sinónimo posterior de Triticites †
- Grabauina †, considerado un sinónimo posterior de Triticites †
- Jigulites †, aceptado como subgénero de Triticites, es decir, Triticites (Jigulites)
- Paratriticites †, considerado un sinónimo posterior de Triticites †
- Pseudodaixinoides †
- Rauserites †, considerado subgénero de Triticites, es decir, Triticites (Rauserites), pero considerado nomen nudum o como sinónimo de Triticites †
- Reticulosepta †
- Schwageriniformis †
- Tianshanella †, aceptado como subgénero de Triticites, es decir, Triticites (Tianshanella)